# Тарница (Украинские Карпаты)
Тарница — гора в массиве  Гринявы (Украинские Карпаты). Расположена в пределах Верховинского района Ивано-Франковской области, юго-западнее села Пробойновка.
Высота 1553,2 м (по другим данным — 1558 м). Гора с плоской незалисненою вершиной. Западные и восточные склоны крутые, южный переходит в короткий пологий хребет, который простирается до соседней горы — Бабы Людовой (1581,7 м).